# Wystawy Muzeum Współczesnego Wrocław
Oprócz gromadzenia zbiorów do kolekcji sztuki współczesnej i programu wydarzeń społecznych, Muzeum Współczesne Wrocław prowadzi aktywnie działalność wystawienniczą. W ofercie MWW, mieszczącym się w dawnym schronie przeciwlotniczym przy pl. Strzegomskim we Wrocławiu, są wystawy czasowe oraz dwie wystawy stałe. Wystawy czasowe są prezentowane na poziomach 3 i 4, gdzie znajdują się największe przestrzenie wystawiennicze oraz na poziomach 0 i 5, gdzie prezentowane są mniejsze projekty.
Główna idea oparta była na projekcie Muzeum Sztuki Aktualnej Jerzego Ludwińskiego i została opracowana przez Dorotę Monkiewicz w 2007. Zakres tematyczny ekspozycji obejmuje najczęściej sztukę polską oraz zagraniczną z okresu II poł. XX wieku oraz współczesną. Większości wystaw w MWW towarzyszą katalogi lub inne publikacje.

## Wystawy stałe
Muzeum wystawia część swojej kolekcji w formie ekspozycji. Z powodu ograniczonej powierzchni tymczasowej siedziby również są one czasowe, jednakże trwają o wiele dłużej od zwykłych wystaw czasowych.

### Archiwum Jerzego Ludwińskiego
- Kurator: Piotr Lisowski
- Aranżacja: Robert Rumas

Archiwum Jerzego Ludwińskiego to stała przestrzeń ekspozycyjno-badawcza, łącząca w sobie elementy wystawy, archiwum i magazynu sztuki. Ta potrójna struktura podporządkowana jest głównej roli Archiwum jaką stanowi ukazanie intelektualnej spuścizny Jerzego Ludwińskiego i jego znaczenia dla kształtowania się wrocławskiej oraz polskiej sceny artystycznej przełomu lat 60. i 70. XX wieku. Bazując na wyborze prac artystycznych i materiałów archiwalnych, zgromadzonych przez Dolnośląskie Towarzystwo Zachęty Sztuk Pięknych i Muzeum Współczesne Wrocław, Archiwum pozostaje miejscem odzwierciedlającym proces związany z poszukiwaniem tożsamości instytucji w obszarze sztuki awangardowej.

### Stanisław Dróżdż.Pojęciokształty
- Stała wystawa MWW, 23.05.2014–18.01.2019

Stanisław Dróżdż – oryginalny twórca poezji konkretnej – pojęciokształtów, autor Pawilonu Polskiego na Biennale Weneckim w 2003 roku, autor muralu „Klepsydra” na fasadzie MWW. Dróżdż studiował i mieszkał we Wrocławiu, był artystą szczególnie zasłużonym dla kultury Wrocławia. Stała ekspozycja prac Stanisława Dróżdża powstała z kolekcji własnej MWW, kolekcji Dolnośląskiego Towarzystwa Zachęty Sztuk Pięknych oraz depozytu Anny Dróżdż. Punktem wyjścia stałej ekspozycji była wystawa Stanisława Dróżdża w Galerii Foksal w Warszawie w 1994 roku, zatytułowana „Pojęciokształty. Poezja Konkretna”. W MWW zostały zaprezentowane wszystkie oryginalne obiekty, które składały się na wystawę w galerii Foksal, w sekwencji jaką nadał im Stanisław Dróżdż. Dodatkowo do ekspozycji zostały włączone 54 warianty układów „Klepsydry”, opublikowane przez artystę po raz pierwszy w 1990 roku.

### Prywatne mitologie. Urodziny Marty.Wystawa stała z międzynarodowej kolekcji sztuki współczesnej Muzeum Współczesnego Wrocław
- 6.12.2019–4.04.2022
- Kurator: Piotr Lisowski

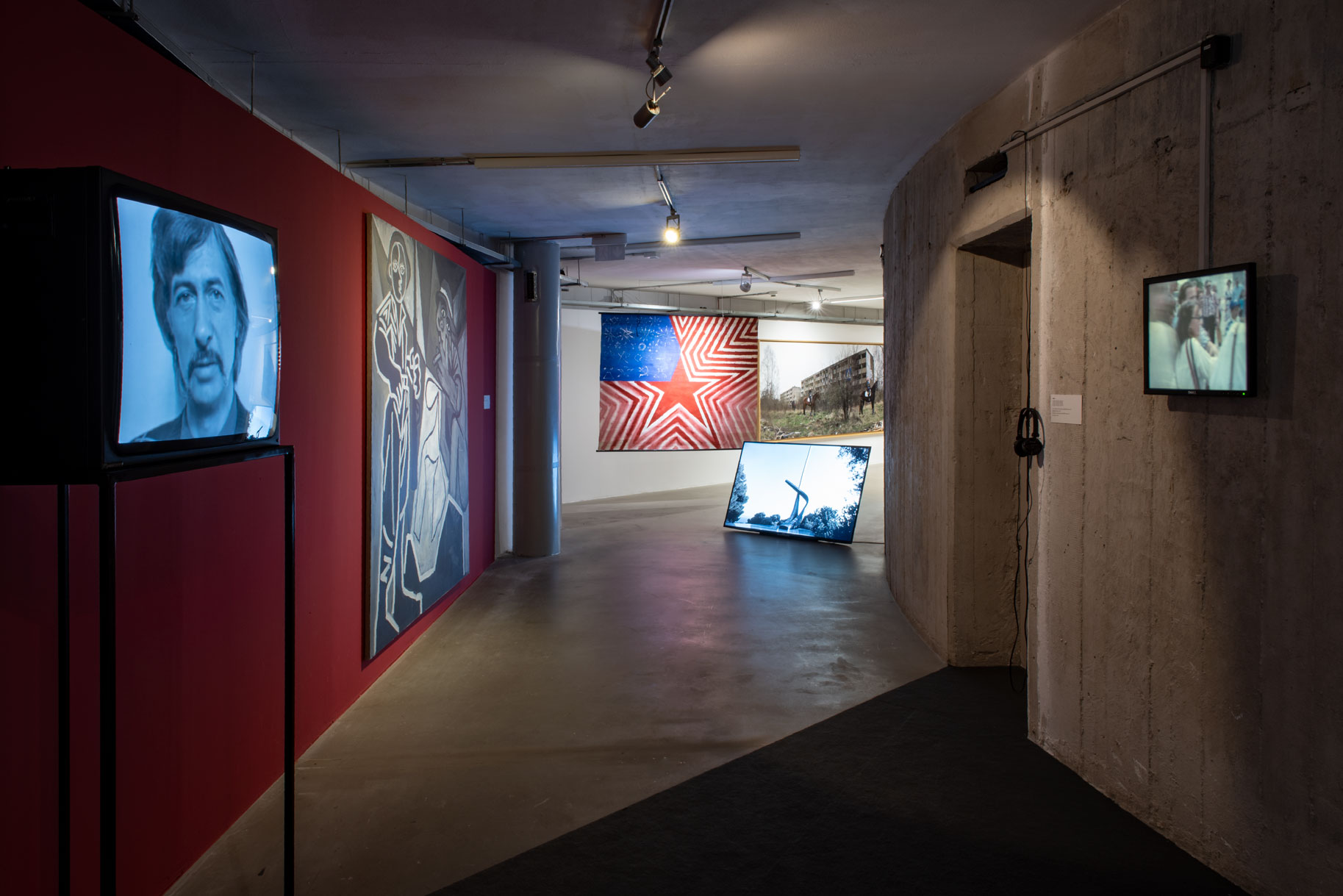
Prywatne mitologie. Urodziny Marty, fot. Małgorzata Kujda, 2019

„Prywatne mitologie”, to długofalowy projekt zakładający stworzenie stałej przestrzeni dla międzynarodowej kolekcji sztuki współczesnej Muzeum Współczesnego Wrocław, kierujący ku osobistym narracjom i intencjom, które mogą przyjmować różnorakie formy, niemniej za każdym razem wynikające z pasji opisywania, analizowania, lecz również naprawiania świata. Jednocześnie w swoim założeniu projekt stawia istotne dla MWW pytania o dziedzictwo myśli neoawangardowej.
Wystawa „Urodziny Marty” – inicjująca projekt „Prywatne mitologie” – próbuje badać te zależności, odchodząc od linearnego układu na rzecz podkreślenia prawa do wyrażania w sztuce tego, co indywidualne, intymne czy prywatne, aczkolwiek zdeterminowane społecznie.
Częścią wystawy jest instalacja Stanisława Dróżdża „Poezja konkretna”. Prezentację stanowi dostosowana do przestrzeni MWW i wykonana zgodnie z autorskimi wskazaniami Stanisława Dróżdża rekonstrukcja instalacji, którą artysta zrealizował w Galerii Foksal w 2002 roku. Ponad 10 km żyłki o grubości 1 mm łączy punkty wyznaczone według specjalnego systemu na ścianach, suficie i podłodze. Przestrzeń pozostaje niedostępna, ale jednocześnie materializuje się jej fizyczny aspekt.

## Wybrane wystawy czasowe
MWW corocznie gości w swoich przestrzeniach ekspozycyjnych od kilkunastu do kilkudziesięciu wystawy, co czyni je z jedną z najaktywniejszych galerii sztuki miasta. Wielkim impulsem było obchodzenie Europejskiej Stolicy Kultury Wrocław 2016. Niektóre z wystaw odbiły się większym echem w środowisku artystycznym nie tylko Wrocławia, ale i Polski oraz zdobyły rozgłos zagranicą.

### Zbigniew Gostomski. Zaczyna się we Wrocławiu
- 2.09–1.12.2011
- Kurator: Lech Stangret

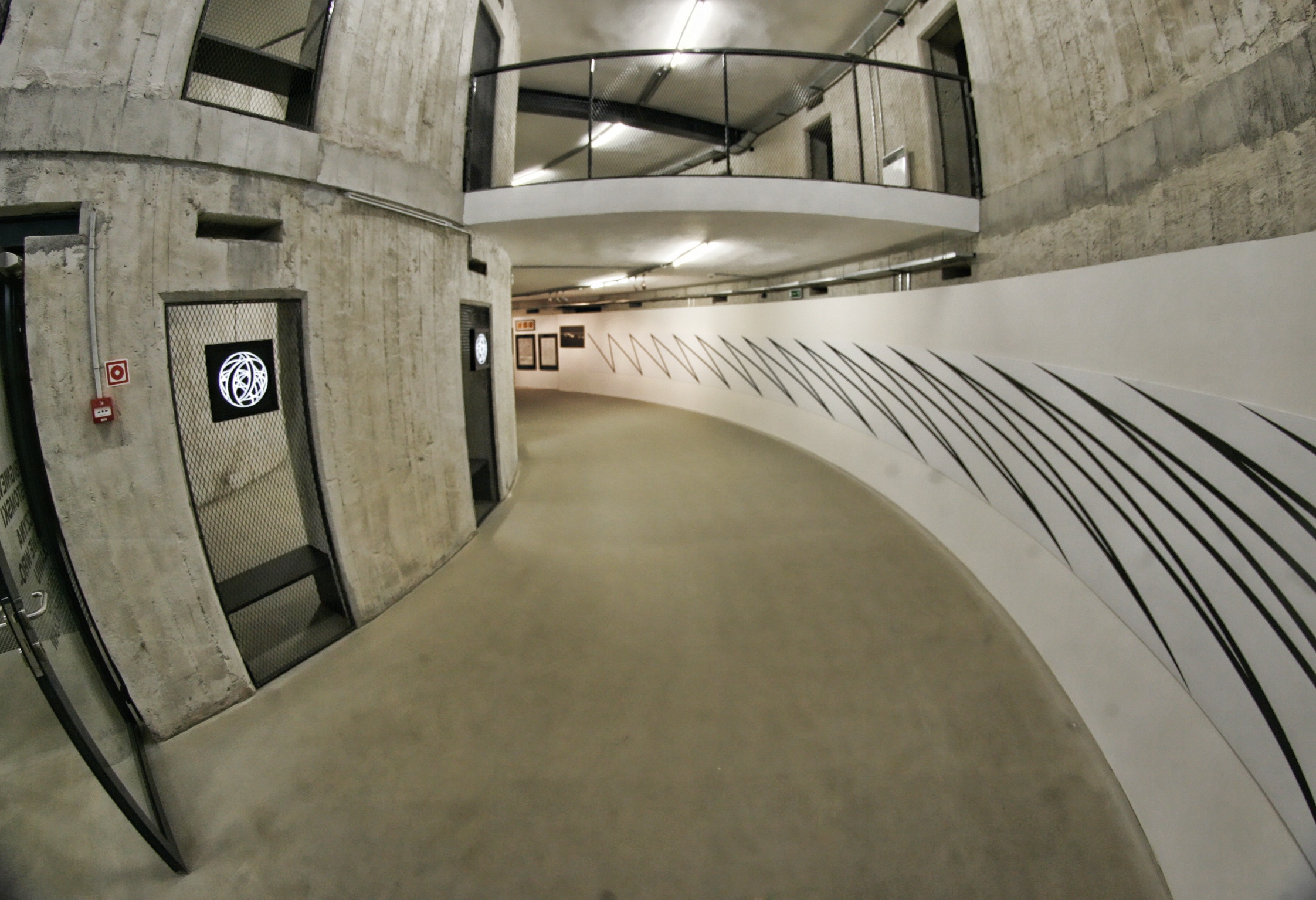
Zbigniew Gostomski. Zaczyna się we Wrocławiu

Muzeum Współczesne Wrocław zainaugurowało swoją działalność 2 września 2011 roku wystawą Zbigniewa Gostomskiego pt. “Zaczyna się we Wrocławiu”, której kuratorem był Lech Stangret. Wybór prac wynikał z namysłu artysty nad ideą muzeum, które zaczyna się dzisiaj i trwa w nieskończoność. Abstrakcyjną ideę nieskończoności w pracach Gostomskiego wizualizowały zbiory punktów, ciągi liczbowe, przebiegi liniowe i koliste. Sam schron przy pl. Strzegomskim jawił się artyście jako kolista wieża Babel, figura cykliczności dziejów i przemijania.

### Gdzie jest PERMAFO?
- 30.11.2012–4.02.2013
- Kuratorka: Anna Markowska

Galeria PERMAFO powstała po słynnym Sympozjum Plastycznym Wrocław ’70, a wystawa „Gdzie jest PERMAFO?” była próbą opowiedzenia założycielskiego mitu młodego, otwartego miasta poprzez postaci dwojga artystów Natalii LL i Andrzeja Lachowicza. Piękna i bez pamięci zakochana w sobie para wyczarowała miejsce i atmosferę oraz wymyśliła na nowo sztukę – zaskakujące, wręcz niemożliwe połączenie konceptualizmu z pop-artem. Artyści PERMAFO postawili na demokratyczne środki wyrazu, takie jak aparat fotograficzny. Jedna z wiodących idei PERMAFO – rejestracja permanentna – była całkowicie transparentna wobec życia. Wystawa była kolejną ekspozycją w MWW prezentującą historię wrocławskiego środowiska artystycznego.

### Karol Radziszewski.America is not Ready for This
- 30.11.2012–4.02.2013
- Kurator: Piotr Stasiowski

Po 34 latach od pobytu Natalii LL na stypendium Fundacji Kościuszkowskiej w Nowym Jorku (1977) w 2011 roku Karol Radziszewski postanowił wyruszyć w podróż do Ameryki, aby spotkać się z artystami i galerzystami, których artystka wówczas poznała. Radziszewski odbył specjalną kwerendę, która stała się dla niego punktem wyjścia do poszukiwań paraleli pomiędzy artystycznymi doświadczeniami jego i Natalii LL. Na wystawę, będącą pokłosiem tych spotkań, złożyły się dokumentacje wywiadów m.in. z Vitem Acconcim, Carolee Schneemann i Mariną Abramović, korespondencja mailowa z artystami oraz archiwalne zdjęcia z Ameryki tworzące nowy portret ważnej dla polskiej historii sztuki artystki.

### Magazyn LUXUS
- 10.05–2.09.2013
- Kuratorzy: Anna Mituś i Piotr Stasiowski

LUXUS to legendarna grupa artystyczna z Wrocławia, której działalność rozpoczęła się w latach 80. XX w. na fali fermentu stanu wojennego. Jeszcze na studiach w PWSSP w kpiarski, przewrotny sposób kontestowała szarą rzeczywistość schyłku PRLu. Jej członkowie nie chcieli walczyć o wolność, tylko z niej korzystać, dlatego założyli swoje własne pismo, które wydawali w systemie składkowym. Znakami rozpoznawczymi grupy były również obrazy porażające profuzją barw, utrzymane w halucynacyjnym klimacie oraz instalacje z kartonów i przedmiotów codziennego użytku, będące często scenografiami koncertów muzyki punk i reggae. W latach 90. grupa LUXUS dowcipnie komentowała urzeczywistniające się marzenia powszechnego dobrobytu wynikającego z wolnorynkowej gospodarki. Na wystawie pokazano prace grupy LUXUS, te starsze jak i całkiem nowe, archiwa i pamiątki, drogocenne precjoza, ale również wartość wolności, która od zawsze leżała u podstaw wszelkich ich działań.

### Awangarda nie biła braw.Romuald Kutera / Galeria Sztuki Najnowszej
- 10.10–8.12.2014

Monograficzna wystawa poświęcona historii Galerii Sztuki Najnowszej (1975–1980) oraz towarzyszący jej katalog, po ponad trzydziestu latach od zakończenia jej współpracy z Akademickim Centrum Kultury Pałacyk, jest próbą ponownego spojrzenia na powstałą w tym miejscu sztukę. Założyciele galerii – Antosz&Andzia, czyli Katarzyna Chierowska i Stanisław Antosz, Anna i Romuald Kuterowie, Lech Mrożek, Piotr Olszański zbiegiem wielu okoliczności znaleźli się we właściwym miejscu, we właściwym czasie. Niezwykle bogate archiwa twórców Galerii Sztuki Najnowszej pozwoliły odtworzyć na wystawie wydarzenia z nią związane, ich międzynarodowy kontekst, oraz przedstawić szeroką panoramę zainteresowań jej twórców, które do tej pory nie doczekały się gruntownego opracowania.

### Niemcy nie przyszli
- 19.12.2014–23.02.2015

- Kurator: Michał Bieniek

Tytuł wystawy „Niemcy nie przyszli” – odnosi się w przewrotny sposób do rozpowszechnionej wśród mieszkańców Wrocławia (jeszcze długo po wojnie) obawy o powrót do miasta Niemców i bezpośrednie tego następstwa – utratę majątku, przestrzeni życiowej, kolejne przesiedlenie. Nawiązuje także bezpośrednio do pracy znanego wrocławskiego artysty, Jerzego Kosałki, pt. „Demontaż”, z cyklu „Niemcy już przyszli”. Wystawa, zbudowana wokół pojęć takich jak: pustka, wymazywanie, pamięć, obecność/nieobecność, zapraszała zwiedzającego do spojrzenia na miasto z innej perspektywy, nie tylko wskazywała nowe tropy, ale też skłaniała odbiorcę do odszukania oraz podjęcia próby własnej interpretacji śladów przeszłości, z których większość na co dzień mijamy bezwiednie, w ogóle ich nie zauważając.

### Dzikie pola.Historia awangardowego Wrocławia
Wystawa w Zachęcie – Narodowej Galerii Sztuki w Warszawie
- 19.06–13.09.2015
- Komisarz wystawy: Dorota Monkiewicz
- Kuratorzy: Michał Duda, Anna Herbut, Anna Mituś, Paweł Piotrowicz, Adriana Prodeus, Sylwia Serafinowicz, Piotr Stasiowski

Wystawa prezentowała dzieła sztuki, filmy, fotografie i obiekty oraz rejestracje dźwiękowe – blisko pięćset obiektów z zakresu sztuk wizualnych, architektury, urbanistyki, teatru, filmu, dizajnu oraz życia codziennego we Wrocławiu od lat sześćdziesiątych, kiedy zaczęli tu działać dwaj wielcy wizjonerzy: Jerzy Grotowski i Jerzy Ludwiński, aż po współczesność. Wystawa nie była jednak opowieścią o sztuce Wrocławia, lecz historią tego szczególnego miasta, widzianą przez pryzmat powstającej w nim sztuki.
Wystawa została przygotowana przez Muzeum Współczesne Wrocław w ramach programu Europejskiej Stolicy Kultury Wrocław 2016. Pokaz premierowy miał miejsce w Zachęcie – Narodowej Galerii Sztuki w Warszawie (18.06–13.09.2015). Wystawa podróżowała następnie do: K13 – Centrum Kultury w Koszycach (6.10–15.11.2015); Kunstmuseum Bochum (5.03.16–8.05.2016); Muzeum Sztuki Współczesnej w Zagrzebiu (16.06–15.08.2016) i Ludwig Múzeum – Muzeum Sztuki Współczesnej w Budapeszcie (30.09–27.11.2016).

### Stosunki pracy.Z międzynarodowej kolekcji sztuki współczesnej Muzeum Współczesnego Wrocław
- 10.06.2016–27.03.2017
- Kuratorka: Sylwia Serafinowicz

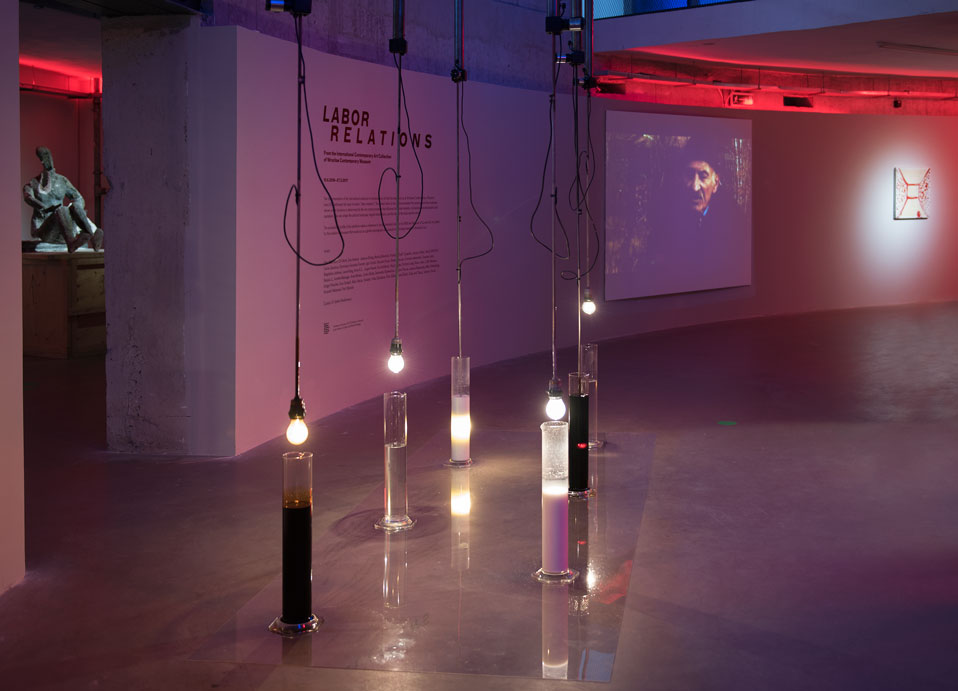
Stosunki pracy, fot. Małgorzata Kujda, 2016

Wystawa powstała dzięki programowi „Narodowe Kolekcje Sztuki Współczesnej” Ministra Kultury i Dziedzictwa Narodowego oraz przy wsparciu finansowym Gminy Wrocław. Wystawa była premierową prezentacją zbiorów MWW gromadzącą dzieła artystów z Polski i z zagranicy.
„Stosunki pracy” to termin określający relacje pomiędzy pracodawcą a pracownikiem, których dynamika jest zdeterminowana przez te same procesy, które formują globalny rynek: kolonializm, uprzemysłowienie i kapitalizm. Kształtują one także krajobraz polityczny, kierunki migracji, kondycję ciał i umysłów. Społeczno-polityczny profil wystawy nawiązywał do idei Jerzego Ludwińskiego, który w swoim tekście Muzeum Sztuki Aktualnej  z 1966 roku zaproponował stworzenie muzeum będącego czułym sejsmografem i katalizatorem zmian w polu sztuki. Pole to widział jako przynależące do otaczającego je świata, w tym przemysłu ciężkiego, który patronował wielu sympozjom i wystawom.

### Czarna wiosna.Wokół wrocławskiej niezależnej sceny muzycznej lat 80.
- 27.04–25.09.2017

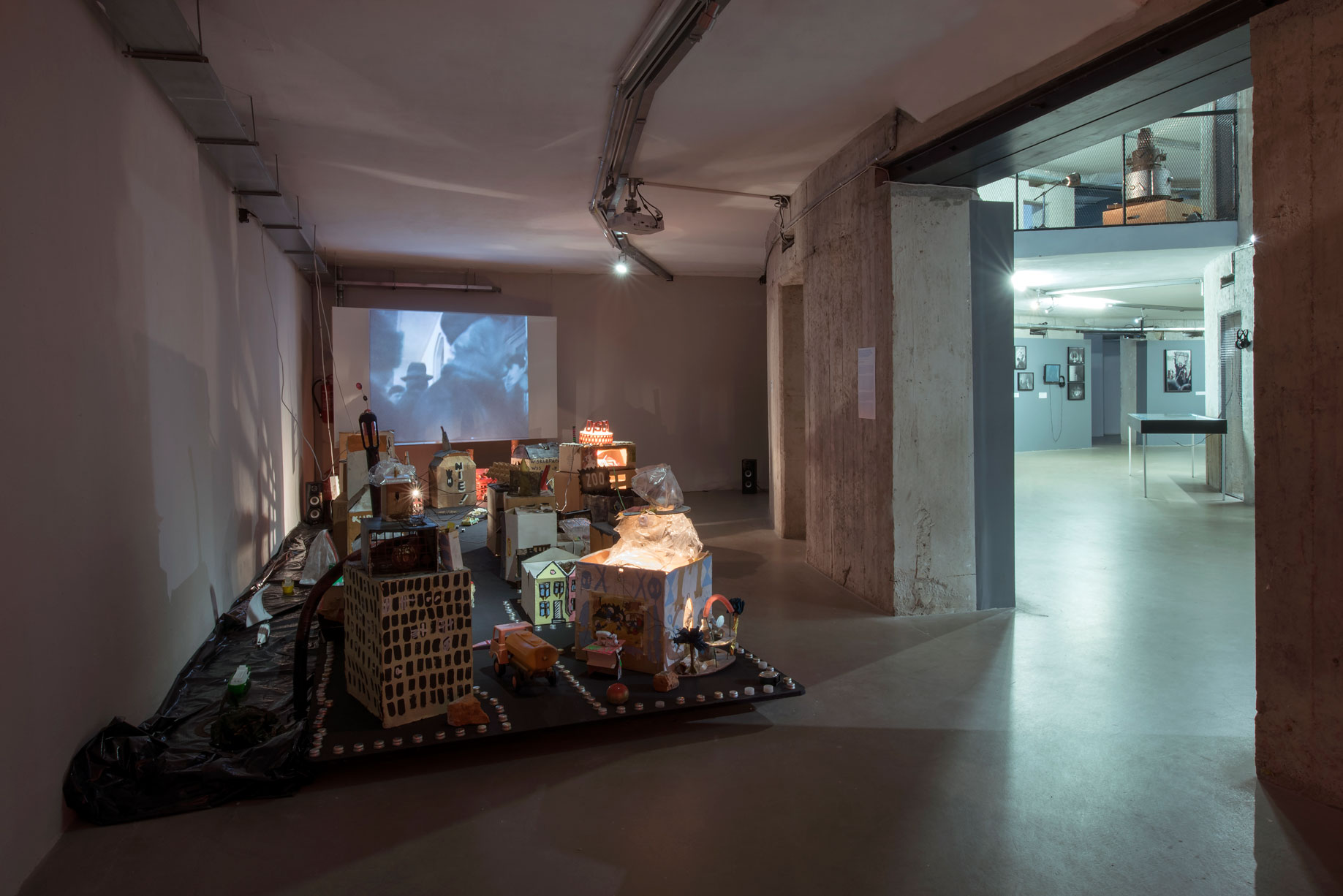
Czarna wiosna. Wokół wrocławskiej niezależnej sceny muzycznej lat 80. Na pierwszym planie Grupa LUXUS, "I ty możesz zostać King-Kongiem", 1987–1991, kolekcja MWW, fot. Małgorzata Kujda, 2016

- Kuratorzy: Piotr Lisowski i Paweł Piotrowicz

Na wystawie zaprezentowano materiały archiwalne, dokumentację fotograficzną, nagrania audio i filmowe związane z najważniejszymi zespołami i twórcami alternatywnego ruchu artystyczno-kulturowego Wrocławia. Zestawiono je z pracami artystów wizualnych debiutujących i działających w tamtym okresie, jak również twórcami młodszego pokolenia. Muzyka stała się tu pretekstem do zarysowania historii Polski w momencie gwałtownej transformacji ustrojowej – począwszy od karnawału solidarnościowej wolności, poprzez okres stanu wojennego, a skończywszy na procesie zmierzającym ku zmianie systemu. Wszystkie te etapy odbiły się znacząco na rytmie życia artystycznego i postawach artystów.

### Nowa normatywność.Sympozjum Plastyczne Wrocław ‘70
- 13.08–14.12.2020
- Kurator: Piotr Lisowski

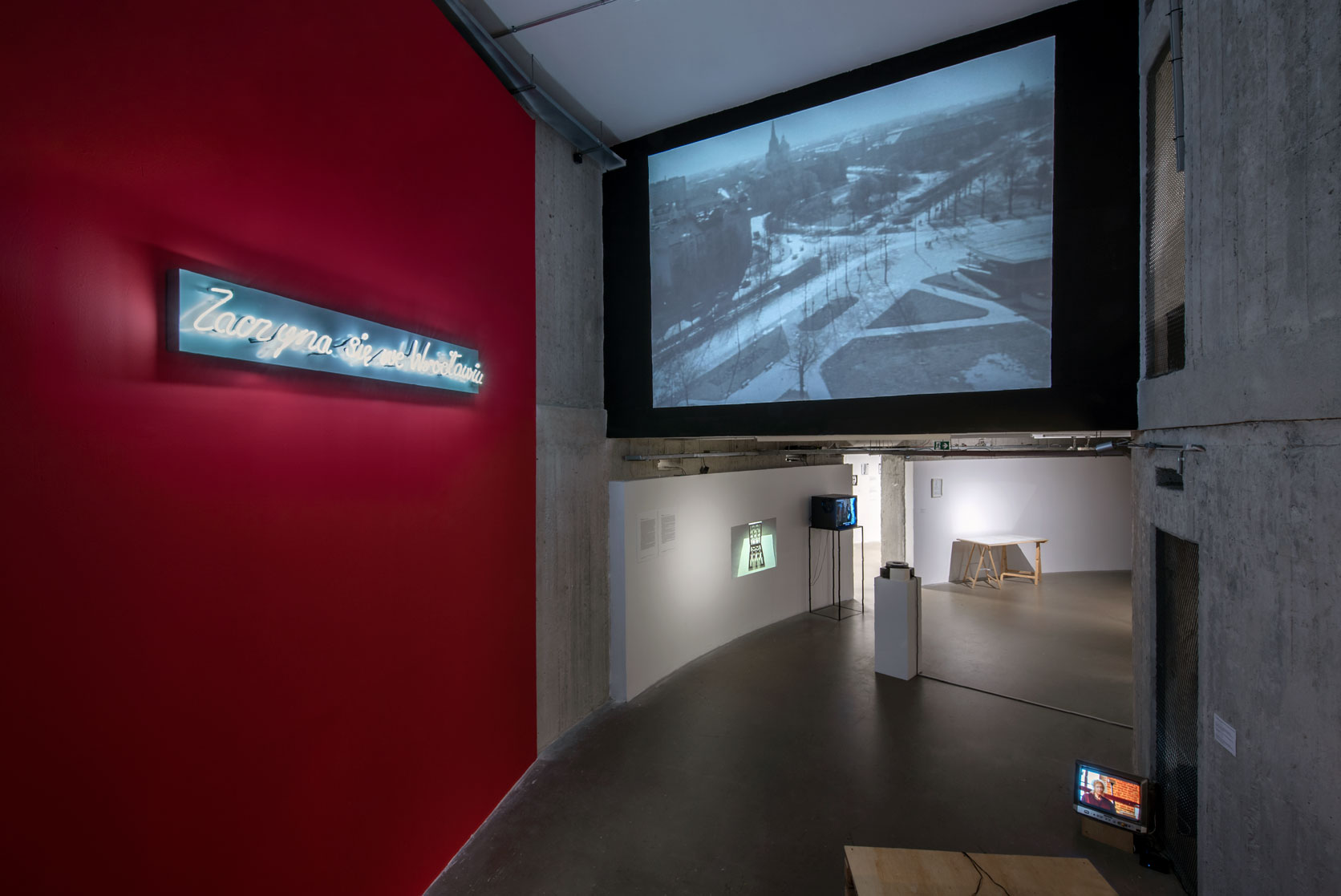
Nowa normatywność. Od lewej: Zbigniew Gostomski, "Zaczyna się we Wrocławiu", 2011, kolekcja MWW. Sympozjum Plastyczne Wrocław ’70, 1970, kadr z filmu, scenariusz i reżyseria Antoni Dzieduszycki, Fot. Małgorzata Kujda, 2020.

Wystawa została przygotowana w 50 rocznicę Sympozjum Plastycznego Wrocław ’70 – jednego z najważniejszych wydarzeń artystycznych w polskiej historii sztuki drugiej połowy XX w. Zorganizowane w 1970 roku we Wrocławiu spotkanie artystów, krytyków i teoretyków sztuki stało się w wielu aspektach wydarzeniem przełomowym, kierującym mnożące się w latach 60. przesłanki nowego myślenia o sztuce ku nowej jakości. Sympozjum, obrosłe wielorakimi interpretacjami i mitami, pozostaje wciąż ważnym punktem odniesienia dla współczesnego dyskursu artystycznego.
„Nowa normatywność” była próbą kuratorsko-badawczej interwencji w historię Sympozjum mieszczącą się w obszarze prowadzonych przez MWW badań i prezentacji dotyczących dziedzictwa myśli neoawangardowej. Na wystawie pokazano materiały źródłowe systematyzujące przebieg i efekty Sympozjum, a także podjęto dialog z wydarzeniami z 1970 roku nieograniczający się jedynie do perspektywy historycznej. Dlatego w wystawie wzięło kilkudziesięciu artystów – uczestników Sympozjum oraz twórców młodszego pokolenia.

## Chronologiczna lista wystaw

### 2025
- Wiesia Hołyńska. Ludzie i Marionetki. W dialogu z Witoldem Wojtkiewiczem, 12.05.2025–11.08.2025 (kuratorka: Elżbieta Łubowicz)[22]
- Feta Geta, 17.05.2025–19.08.2025 (kuratorka: Magdalena Szafkowska)[23]
- Wunderland, 07.04.2025–15.07.2025 (kuratorka: Daniela Tagowska)[24]
- CALLART 4: REMember, 03.02.2025–17.03.2025 (kuratorzy: Klaudia Juzyszyn, Jakub Warzocha)[25]

### 2024
- ART_LAB Pokaz jednego dzieła: Yinka Shonibare “Planets in My Head, Young Geologist, 20.12.2024 (kuratorka: Sylwia Świsłocka-Karwot)[26]
- Marcin Berdyszak. ID = ART/O2, 06.12.2024–07.04.2025 (kurator: Jaromir Jedliński)[27]
- Dróżdż. Opałka. Winiarski. Gra(nic)α, 24.10.2024 (kuratorka: Sylwia Świsłocka-Karwot)[28]
- Jakub Jernajczyk. Argumenty i Obrazowanie, 18.07.2024–09.12.2024 (kuratorka: Emilia Chorzępa)[29]
- Dorota Buczkowska. Pejzaż Wewnętrzny, 27.06.2024–04.11.2024 (kuratorka: Emilia Chorzępa)[30]
- Viktor Frešo. The Missing Family Head, 14.03.2024–29.07.2024 (kuratorka: Karolina Łapucka)[31]
- Piotr C. Kowalski. Malarz (nie)konsekwentny, 22.02.2024–27.05.2024 (kuratorka: Sylwia Kościelniak)[32]

### 2023
- CALLART 3: Wirtualne Okno, 19.10.2023–27.05.2024 (kuratorka: Sylwia Kościelniak)[33]
- Pablo Ramírez González. Plantifictions, 21.09.2023–31.12.2023 (kuratorka: Daniela Tagowska)[34]
- Jan Chwałczyk. Światło – Cień – Informacja, 22.06.2023–14.01.2024 (kuratorka: Sylwia Świsłocka-Karwot)[35]
- Wystawa Dla Ciebie: Wanda Gołkowska, Nadprodukcja Dzieł Sztuki, 07.06.2023–3.09.2023 (kurator: Maciej Kulisz)[36]
- To wydarzyło się naprawdę – oprócz tego co zmyśliłem, 20.05.2023–28.08.2023 (kurator: Szymon Kolanowski)[37]
- CALLART 2, 11.05.2023–25.09.2023 (kuratorka: Emilia Jeziorowska)[38]
- Nerw X, 30.03.2023–22.05.2023 (kuratorka: Sylwia Kościelniak)[39]
- Młodzi Artyści - Policzalne, Mierzalne w Pracowni Poznania Wizualnego, 23.03.2023–24.04.2023 (kuratorka: Marta Nokielska)[40]
- Wystawa Dla Ciebie: Eugeniusz Smoliński "Kraj Obraz", 08.02.2023–02.04.2023 (kurator: Maciej Kulisz)[41]

### 2022
- Stanisław Dróżdż (1939-2009) Światekst. Pojęciokształty. Poezja Konkretna, 20.10.2022–29.02.2024 (kuratorki: Elżbieta Łubowicz, Sylwia Świsłocka-Karwot)[42]
- Wystawa Dla Ciebie: Zofia Kulik, Ambasadorowie Przeszłości Made in GDR, USSR, Czechoslovakia and Poland, 06.10.2022–31.10.2022 (kuratorka: Sylwia Owczarek)[43]
- Wystawa Dla Ciebie: Joanna Pawlik Piosenka, 15.09.2022–03.10.2022  (kuratorka: Sylwia Owczarek)[44]
- Futurum przeszłości. DOLMED 45 lat, 15.07.2022–12.09.2022 (kuratorka: dr Sylwia Świsłocka-Karwot)[45]
- Zygmunt Rytka. Szkoła patrzenia, 07.07.2022–04.10.2022 (kurator: Karol Hordziej)[46]
- Ewa Doroszenko, Jacek Doroszenko. Partytura nowych gestów, 23.06–26.09.2022 (kurator: Piotr Lisowski)[47]
- Jerzy Olek. 1 + 0 = 10. (de)KONSTRUKCJA (non)SENSU, 19.05–01.08.2022 (kurator: Mirek Emil Koch)[48]
- Spektrum światła / Pomarańczowy. Ekspozycja na kolor, 12.05–31.12.2022[49]
- Wystawa dla Ciebie: Franciszka Themerson "A Person I Know", 05.05–11.07.2022[50]
- Nie oglądaj się za siebie [wystawa konkursowa Triennale Rysunku Wrocław 2022], 07.04–23.05.2022 (kuratorka: Patrycja Sap)[51]
- Uwaga! Zły pies [wystawa Moniki Drożyńskiej, laureatki Triennale Rysunku Wrocław 2019], 07.04–06.06.2022 (kuratorka: Katarzyna Krysiak)[52]
- Małgorzata Wachowicz. Prześwity i puste miejsca, 02.04–02.05.2022 (kurator: Krzysztof Szlapa)[53]

### 2021
- Ada Zielińska. Frutti di Mare, 09.12.2021–04.04.2022 (kurator: Paweł Bąkowski)[54]
- Puck Verkade. Cursed, 18.11.2021–21.02.2022 (kuratorka: Małgorzata Miśniakiewicz)[55]
- Muzeum Antropocenu, 22.10.2021–27.02.2022[56]
- Co po / Po co. Dzieła z kolekcji Dolnośląskiego Towarzystwa Zachęty Sztuk Pięknych, 01.10.2021–27.12.2021 (kuratorka: Jagoda Łagiewska)[57]
- Kama Sokolnicka. Blask, 17.09.2021–07.03.2022 (kuratorka: Joanna Kobyłt)[58]
- Krzysztof Solarewicz. Katarakta, 02.09.2021–25.10.2021 (kurator: Paweł Bąkowski)[59]
- Zdzisław Jurkiewicz. Zdarzenia, 25.06.2021–11.10.2021 (kuratorka: Marika Kuźmicz)[60]
- Zdroje wyobraźni. Wystawa podsumowująca rezydencje artystyczne w Opolnie-Zdroju, 28.08.2021–11.09.2021 (kuratorka: Magdalena Worłowska)[61]
- Piotr Wyrzykowski. Polaka Twarz. Scenopis V1.3, 14.05.2021–30.08.2021 (kuratorka: Małgorzata Jankowska)[62]
- Kudlicka / Gołkowska, 19.03.2021–23.08.2021 (kuratorka: Paulina Olszewska)[63]
- Bartosz Hołoszkiewicz. Wyznaczony obszar ewakuacji, 12.03.2021–2.08.2021 (kurator: Paweł Bąkowski)[64]
- Z tej nocy będzie serce, 19.02.2021–31.05.2021 (kurator: Piotr Lisowski)[65]
- Maszyna Czasu. Tomasz Domański, 12.01.2021-28.02.2021[66]

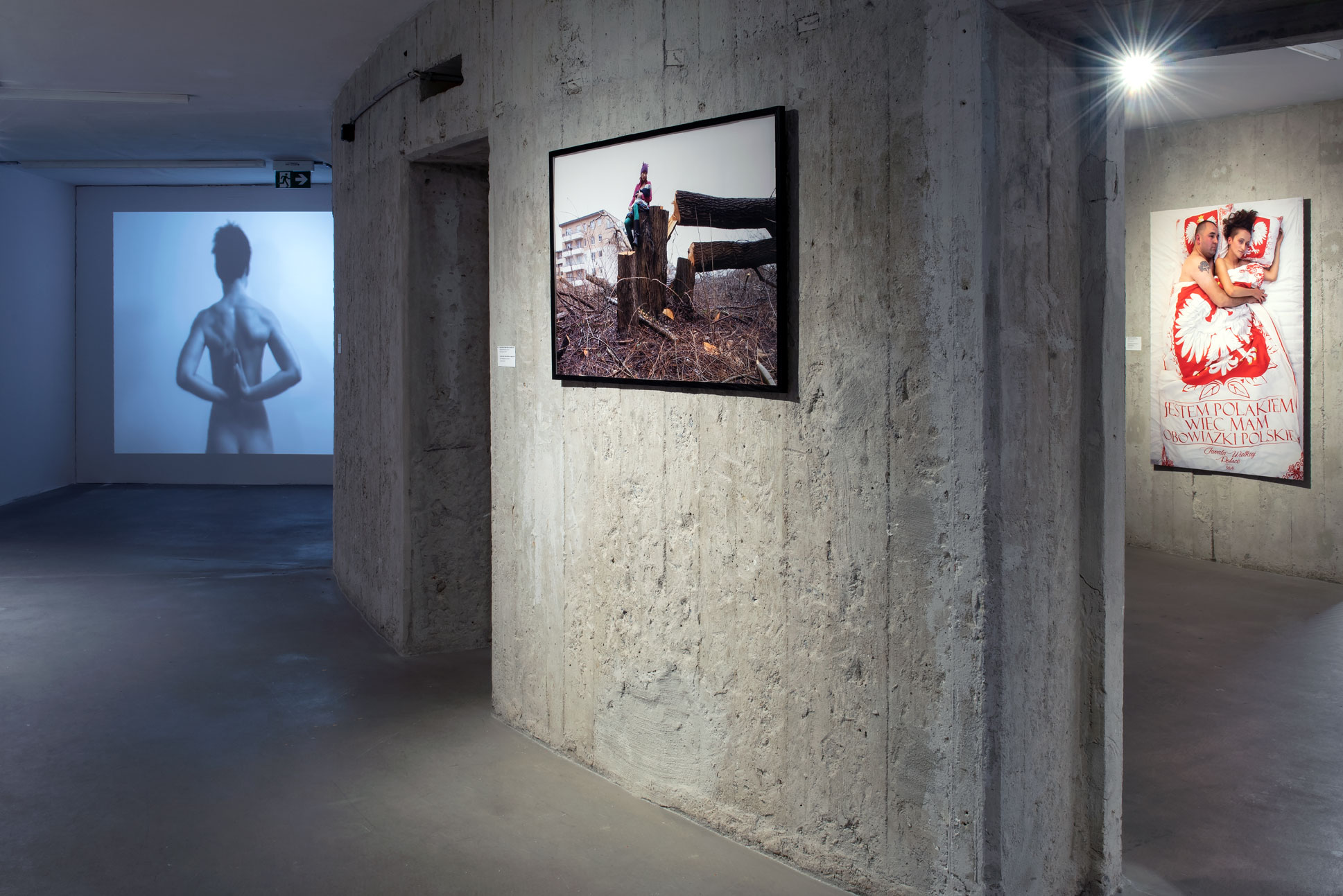
Stany skupienia. Od lewej: Dorota Nieznalska, Paragraf 196 k.k. 2010, Cecylia Malik, Matka Polka na wyrębie 2018, Liliana Piskorska, Autoportret z wypożyczonym mężczyzną 2016. Fot. Małgorzata Kujda, 2019.

### 2020
- Terytorium. Netta Laufer, Tom Swoboda, 04.12.2020–08.03.2021 (kuratorka: Agata Ciastoń)[67]
- Red Giant. Zuza Golińska, 16.10.2020–01.03.2021 (kuratorka: Joanna Kobyłt)[68]
- Zasoby naturalne. Dzieła z kolekcji Dolnośląskiego Towarzystwa Zachęty Sztuk Pięknych, 02.10.2020–02.11.2020 (kuratorka: Daniela Tagowska)[69]
- Nowa normatywność. Sympozjum Plastyczne Wrocław '70, 13.08.2020–14.12.2020 (kurator: Piotr Lisowski)[70]
- Barbara Kozłowska. Wszystko to możesz zobaczyć gdziekolwiek, 17.07.2020–27.09.2020 (kuratorka: Marika Kuźmicz)[71]
- Czerwień. Ekspozycja na kolor, 08.07.2020–28.02.2022 (autorki: Patrycja Mastej, Magdalena Skowrońska)[72]
- Poezja i performans. Perspektywa wschodnioeuropejska, 27.03.2020–13.07.2020 (kuratorzy: Tomáš Glanc, Sabine Hänsgen, Agata Ciastoń)[73]
- Karolina Szymanowska. Fala, 21.02.2020–15.06.2020 (kuratorka: Joanna Kobyłt)[74]
- Łukasz Rusznica. Rzeka podziemna, 21.02.2020–07.09.2020 (kurator: Paweł Bąkowski)[75]
- Prywatne mitologie. Urodziny Marty. Wystawa stała z międzynarodowej kolekcji sztuki współczesnej MWW (kurator: Piotr Lisowski)[76]
- Archiwum Jerzego Ludwińskiego. Stała wystawa MWW (kurator: Piotr Lisowski, aranżacja: Robert Rumas)[77]

### 2019
- Wojciech Pukocz. Więcej niż 1000 słów, 22.11.2019–13.01.2020 (kuratorka: Joanna Kobyłt)[78]
- Polska gościnność, 11.10.2019–03.02.2020 (kuratorka: Karolina Jaklewicz)[79]
- Ja i moja sztuka to sztuka. Alfons Mazurkiewicz – malarz i nauczyciel, 04.10.2019–27.01.2020 (kurator: Andrzej Jarosz)[80]
- Łukasz Zgrzebski. Tamtego dnia wszyscy wyjechali, 27.09.2019–25.11.2019 (kurator: Paweł Bąkowski)[81]
- Nieuzasadniona przemoc i inne przypadłości współczesnego świata. Dzieła z kolekcji Dolnośląskiego Towarzystwa Zachęty Sztuk Pięknych, 13.09.2019–14.10.2019 (kurator: Marek Śnieciński)[82]
- Krzysiek Orłowski. North America, 05.07.2019–09.09.2019 (kurator: Paweł Bąkowski)[83]
- Zenity, 21.06.2019–02.09.2019[84]
- BORDERLINE. Triennale Rysunku Wrocław 2019, 14.06.2019–15.09.2019 (kuratorzy: Daniela Tagowska, Paweł Jarodzki, Patrycja Sap, Agnieszka Jarząb)[85]
- Marcin Dudek. The Crowd Man, 31.05.2019–26.08.2019 (kurator: Piotr Lisowski)[86]
- Stany skupienia, 15.03.2019–20.05.2019 (kuratorka: Małgorzata Miśniakiewicz)[87]
- Agnieszka Sejud. Ołtarze, 02.03.2019–20.05.2019 (kurator: Paweł Bąkowski)[88]
- Ignacy Czwartos. Malarz polski, 22.02.2019–19.05.2019 (kurator: Andrzej Jarosz)[89]
- Beata Stankiewicz-Szczerbik. Superpozycje, 08.02.2019–27.05.2019[90]

### 2018
- Medytacje Fibonacciego + Sztruksowy zając | wobec Katarzyny Kobro (1898–1951), 09.11.2018–11.02.2019 (kuratorka: Dorota Grubba-Thiede)[91]
- Marcin Płonka. Topiel, 07.12.2018–11.02.2019 (kurator: Paweł Bąkowski)[92]
- Ella Littwitz. I wody stały się piołunem, 26.10.2018–04.02.2019 (kuratorka: Agata Ciastoń)[93]
- Alojzy Gryt. Czas – okruchy, fragmenty, znaki, 23.11.2018–14.01.2019 (kurator: Marek Śnieciński)[94]
- Kaja Rata. Kajnikaj, 21.09.2018–26.11.2018 (kurator: Paweł Bąkowski)[95]
- Ucieleśnione. Dzieła z kolekcji Dolnośląskiego Towarzystwa Zachęty Sztuk Pięknych, 12.10.2018–12.11.2018 (kuratorka: Dorota Miłkowska)[96]
- Praktyka okupacji dzieła. TIFF Festival 2018 // Współpraca, 06.09.2018–08.10.2018 (kuratorka: Joanna Rzepka-Dziedzic)[97]
- Nietota, 29.06.2018–01.10.2018 (kurator: Łukasz Huculak)[98]
- Szczurołap, 11.05.2018–24.09.2018 (kurator: Piotr Lisowski)[99]
- Michał Woroniak. Urodzaj, 06.07.2018–10.09.2018 (kurator: Paweł Bąkowski)[100]
- Piotr Bujak. Red is Bad, 08.06.2018–20.08.2018 (kurator: Piotr Lisowski)[101]
- Magdalena Kotkowska. Nic w zamian, 20.04.2018–18.06.2018 (kurator: Andrzej Jarosz)[102]
- Anna Szpakowska-Kujawska. Z cyklu “Zmęczeni”, 23.02.2018–21.05.2018[103]
- Hubert Humka. Death Landscapes, 02.03.2018–04.06.2018 (kurator: Paweł Bąkowski)[104]
- Amir Yatziv, Guy Slabbinck. Standby Painter, 23.02.2018–21.05.2018 (kuratorka: Agata Ciastoń)[105]
- Katarzyna Ramocka. Nie żałuję, że wcześniej nas nie było, 09.02.2018–09.04.2018 (kurator: Paweł Bąkowski)[106]

### 2017
- Wszystkie rzeczy widzialne i niewidzialne. Ewa Budnik, 21.12.2017-29.01.2018 (kurator: Paweł Bąkowski)[107]
- Duchy lasu. Wystawa interaktywna Patrycji Mastej, 09.12.2017–31.12.2018 (kuratorka: Magdalena Skowrońska)[108]
- Wrocław konkretny. Dzieła z kolekcji Dolnośląskiego Towarzystwa Zachęty Sztuk Pięknych, 27.10.2017–26.03.2018 (kuratorka: Anna Kołodziejczyk)[109]
- Miesięcznik „Fotografia” 1953–1974, 10.11.2017–29.01.2018 (kuratorzy: Agata Ciastoń, Paweł Bąkowski)[110]
- Kości, chmury, molekuły. Rysunki Jarosława Grulkowskiego, 13.10.2017–05.02.2018[111]
- Monika Łopacka. I don’t want to grow up, 06.10.2017–13.11.2017 (kurator: Bartek Lis)[112]
- TIFF Festival // Zablokowane, 07.09.2017–08.10.2017 (kuratorzy: Paweł Kowalski, Krzysztof Pacholak)[113]
- TIFF Festival // Yulia Krivich. Zuchwałość i młodość, 07.09.2017–01.10.2017 (Opieka artystyczna: Krzysztof Pacholak, Agnieszka Pajączkowska)
- Stefan Wąsik. Ekologia miasta, 18.08.2017–25.09.2017 (kurator: Bartek Lis)
- Aleksandra Śmigielska. Dotknąć, 30.06.2017–07.08.2017 (kurator: Bartek Lis)[114]
- Ewa Axelrad. Sztama, 16.06.2017–21.08.2017 (kuratorka: Sylwia Serafinowicz)[115]
- Bartosz Hołoszkiewicz. Kyōgi Karuta, 09.06.2017–26.06.2017 (kurator: Bartek Lis)[116]
- Gordon Parks. Aparat to moja broń, 02.06.2017–21.08.2017 (kuratorzy: Joanna Kinowska, Paweł Bąkowski)[117]
- Joanna Pawlik feat.: Kamil Kurzawa, Daniel Stachowski. Schron bojowy, 19.05.2017–05.06.2017 (kuratorka: Joanna Pawlik, współpraca kuratorska: Agnieszka Chodysz-Foryś)[118]
- Czarna wiosna. Wokół wrocławskiej niezależnej sceny muzycznej lat 80., 27.04.2017–25.09.2017 (kuratorzy: Piotr Lisowski, Paweł Piotrowicz)[119]
- Natalia Mikołajczuk. Kosmos / Atlas, 21.04.2017–29.05.2017 (kurator: Bartek Lis)[120]
- Globalizacja i indywidualność. 70 lat ZPAF 1947–2017, 17.02.2017–14.04.2017 (kurator: Andrzej Dudek-Dürer)[121]
- Tony Cragg. Rzeźba, 3.02.2017–08.05.2017 (kuratorka: Eulalia Domanowska)[122]

### 2016
- Rozrusznik bez barier – wystawa, 19.12.2016–10.01.2017 (przygotowanie wystawy podsumowującej: Joanna Sekuła, Magdalena Skowrońska)[123]
- Uległość Węgla, 03.12.2016–08.01.2017 (Kuratorka: Magdalena Skowrońska)[124]
- Paweł Sokołowski. Barbórka, 02.12.2016–06.02.2017 (kurator: Bartek Lis)[125]
- Przenikanie, 18.11.2016–30.01.2017 (kuratorka: Agnieszka Chodysz-Foryś)[126]
- Pikseloza. Wystawa interaktywna Patrycji Mastej, 28.10.2016–30.06.2017 (kuratorka: Magdalena Skowrońska)[127]
- Tomasz Grzyb. Czekanie, 27.10–28.11.2016 (kurator: Bartek Lis)[128]
- Mariya Hoyin. Peryferium, 27.10–14.11.2016 (kuratorka: Magdalena Skowrońska)[129]
- Konstruktywizm to problem, a nie estetyka. Zbigniew Geppert (1934–1982), 21.10.2016–02.01.2017 (kuratorka: Dorota Monkiewicz)[130]
- Kadry Modernizmu. Przestrzeń dla piękna, 09.10.2016–24.10.2016 (kuratorka: Magdalena Piskor)[131]
- Do Wrocławia, do Wrocławia, 07.10.2016–30.10.2016, (kuratorka: Susanne Greinke)[132]
- Dzikie pola. Historia awangardowego Wrocławia – wystawa w Ludwig Museum w Budapeszcie 30.09.2016–27.11.2016 (komisarz: Dorota Monkiewicz)[133]
- Jet Lag – wystawa w Galerii Platan w Budapeszcie, 29.09.2016–30.11.2016 (kuratorka: Sylwia Serafinowicz)[134]
- Przegląd Młodej Sztuki „Świeża Krew” / Laureaci z lat 2011–2015, 16.09.2016–30.09.2016 (kuratorka: Karolina Jaklewicz)[135]
- Kama Sokolnicka. Senność w ciągu dnia – wystawa w Galerii Instytutu Polskiego w Düsseldorfie, 09.09.2016–25.11.2016, (kuratorka: Sylwia Serafinowicz)[136]
- TIFF Festival // Found Photos in Detroit, 01.09.2016–18.09.2016 (kuratorzy: Arianna Arcara, Luca Santese)[137]
- TIFF Festival // Lost & Found / Zgubione i odnalezione, 01.09.2016–11.09.2016 (kurator: Miyuko Hinton)[138]
- Beniamin Głuszek. Neuromuzyka 5, 20.07.2016–08.08.2016[139]
- Krzysiek Orłowski. Jestem stąd, 15.07.2016–03.10.2016 (kurator: Bartek Lis)[140]
- Antanina Slobodchikova. Czystość, 27.06.2016–07.07.2016 (kuratorka: Magdalena Skowrońska)[141]
- Kozanów – w poszukiwaniu cudownego, 23.06.2016–04.09.2016 (kuratorzy: Iwona Bigos, Martin Schibli)[142]
- Dzikie pola. Historia awangardowego Wrocławia – wystawa w Muzeum Sztuki Współczesnej w Zagrzebiu, 16.06.2016–15.08.2016 (komisarz: Dorota Monkiewicz)[143]
- Stosunki pracy. Z międzynarodowej kolekcji sztuki współczesnej Muzeum Współczesnego Wrocław, 10.06.2016–27.03.2017 (kuratorka: Sylwia Serafinowicz)[144]
- Konstancja Nowina Konopka. 1001 złych uczynków, 13.05.2016–14.07.2016 (kuratorka: Joanna Kinowska)[145]
- Muzeum Współczesne. Maureen Connor, Noah Fischer, Oleksiy Radynski, Zofia Waślicka i Artur Żmijewski, 20.05.2016–16.08.2016 (kurator: Adam Mazur)[146]
- Milczenie dźwięków, 18.03.2016–13.06.2016 (kuratorka: Agnieszka Chodysz-Foryś)[147]
- Paweł Frenczak. #noir #somewhere #nowhere, 11.03.2016–09.05.2016 (kurator: Bartek Lis)[148]
- Dzikie pola. Historia awangardowego Wrocławia – wystawa w Kunstmuseum Bochum, 05.03.2016–08.05.2016 (komisarz: Dorota Monkiewicz)[149]
- Domofon. Instalacja dźwiękowa, 03.03.2016–31.12.2017 (autorka: Joanna Synowiec)[150]
- Marlena Kudlicka. Kontrola jakości i weryfikacja standardu. Rzeźba, 19.02.2016–14.05.2016 (kuratorka: Dorota Monkiewicz)[151]
- Pola Dwurnik. Piosenka o lekarzu i inne rysunki, 15.01.2016–29.02.2016 (kuratorka: Anna Borowiec)[152]
- Karol Jarek. Siedem dni, 08.01.2016–29.02.2016 (kurator: Bartek Lis)[153]
- Wędrowanie za… Jerzy Grotowski na fotografiach Jana Krzysztofa Fiołka, 14.01.2016 – 01.02.2016 (kurator: Waldemar Płusa)[154]

### 2015
- jest / nie ma. Wystawa prac z kolekcji Dolnośląskiego Towarzystwa Zachęty Sztuk Pięknych, 27.11.2015–04.01.2016 (kuratorzy: Przemek Pintal, Michał Grzegorzek)[155]
- W Ziemi. Wystawa interaktywna Patrycji Mastej, 23.10.2015–03.10.2016 (kuratorka: Magdalena Skowrońska)[156]
- Ania Gubernat, Magdalena Kmiecik. Wonder’ Land, 16.10.2015–21.12.2015 (kuratorka: Ida Smakosz)[157]
- Laureana Toledo i Dr Lakra. PUNXDEFEKTUOZOZ. WORK IN PROGRESS, 09.10.2015–23.11.2015 (kuratorka: Sylwia Serafinowicz)[158]
- Dzikie pola. Historia awangardowego Wrocławia – wystawa w K13 – Centrum Kultury w Koszycach (Słowacja), 06.10.2015–15.11.2015 (komisarz: Dorota Monkiewicz)[159]
- Vlado Martek. Granice języka, 25.09.2015–16.11.2015 (kuratorka: Anna Borowiec)[160]
- Nowa sztuka dla nowego społeczeństwa, 25.09.2015–30.11.2015 (kuratorki: Jasna Jakšić, Ivana Kancir)[161]
- TIFF Festival // ROOTS & FRUITS, 03.09.2015–13.09.2015 (kuratorka: Anna Kazimierczak)[162]
- Dorota Sitnik. Alegorie tożsamości, 17.07.2015–12.10.2015 (kurator: Bartek Lis)[163]
- Daniel Malone. Niezidentyfikowane obiekty artystyczne w epoce sztuki aktualnej, 26.06.2015–07.09.2015 (kuratorka: Sylwia Serafinowicz)[164]
- Dzikie pola. Historia awangardowego Wrocławia – wystawa w Zachęcie – Narodowej Galerii Sztuki, 19.06.2015–13.09.2015 (komisarz: Dorota Monkiewicz)[165]
- Zbyszek Kordys. Palimpsest, 12.06.2015–07.07.2015 (kurator: Bartek Lis)[166]
- Janicka&Wilczyk. Inne miasto, 29.05.2015–17.08.2015 (kuratorzy: Elżbieta Janicka, Wojciech Wilczyk)[167]
- Vot ken you mach?, 29.05.2015–31.08.2015 (kurator: Rafał Jakubowicz)[168]
- Wystawa na XX-lecie Wrocławskich Szkół Fotograficznych AFA i PHO-BOS, 10.04–11.05.2015 (kurator: Maciej Urlich)[169]
- Miękkie kody. Tendencje konceptualne w sztuce słowackiej, 20.03.2015–18.05.2015 (kurator: Vladimir Beskid)[170]
- Maciej Skawiński. Miasto. Porządki, 27.02.2015–31.03.2015 (kurator: Bartek Lis)[171]
- Jeszcze botanika czy już sztuka? Mikro-świat roślin, 25.02.2015–24.03.2015 (kurator: Bartek Lis)[172]
- Agnieszka Brzeżańska. Ziemia Rodzinna / Ma Terra, 20.02.2015–01.06.2015 (kuratorka: Anna Borowiec)[173]
- Ziemia, 20.02.2015–04.05.2015 (kuratorka: Sylwia Serafinowicz)[174]

### 2014
- Niemcy nie przyszli, 19.12.2014–23.02.2015 (kurator: Michał Bieniek)[175]
- Tomasz Broda. Od Rubęsa do Pikasa, czyli zrób sobie arcydzieło, 12.12.2014–02.02.2015 (kuratorka: Anna Borowiec)[176]
- Jerzy Piątek. Nowy Jork, tylko kilka osób, 21.11.2014–05.01.2015 (kurator: Bartek Lis)[177]
- Uzewnętrzniacz. Wystawa interaktywna Patrycji Mastej, 19.09.2014–11.10.2015 (kuratorka: Magdalena Skowrońska)[178]
- In Progress, 19.09.2014–02.02.2015 (kuratorka: Agnieszka Kubicka-Dzieduszycka)[179]
- Awangarda nie biła braw. Romuald Kutera / Galeria Sztuki Najnowszej, 10.10.2014–08.12.2014 (kuratorzy: Sylwia Serafinowicz, Piotr Stasiowski)[16]
- Wacław Ropiecki. Archipelag podróżującej galerii, 03.10.2014–24.11.2014 (kurator: Adam Sobota)[180]
- Czarne vs. białe. Wystawa fotografii otworkowej, 26.09.2014–03.10.2014[181]
- TIFF Festival // 24 Hours of Photography, 5.09.2014–15.09.2014[182]
- Miasto Camping. Wystawa interaktywna Patrycji Mastej, 28.06.2014–31.08.2014[183]
- Piotr Blajerski. Granice poznania, 13.06.2014–22.09.2014[184]
- Krzysztof Mężyk. Stany umysłu, 13.06.2014–22.09.2014[185]
- Magazyn Aspen: 1965–1971, 23.05.2014–01.09.2014 (kuratorki: Sylwia Serafinowicz, Nayia Yiakoumaki)[186]
- Stanisław Dróżdż. Pomysły, 23.05.2014–25.08.2014 (kuratorka: Dorota Monkiewicz)[187]
- Stanisław Dróżdż. Pojęciokształty. Stała wystawa MWW, 23.05.2014–18.01.2019[8]
- było / jest / będzie, 07.05.2014–14.05.2014[188]
- Krzysztof Meisner. Zasamochodzenie, 14.04.2014–11.05.2014 (kuratorzy: Łukasz Wojciechowski, Natalia Rowińska, Marek Lamber)[189]
- Agnieszka Prusak. W domu, 11.04.2014–16.06.2014 (kurator: Bartek Lis)[190]
- Piotr Blamowski. Design utopijny. Scenki obsesyjne, 28.02.2014–25.05.2014 (kuratorki: Maria Anna Potocka, Delfina Jałowik)[191]
- Domy srebrne jak namioty, 14.02.2014–25.05.2014 (kuratorka: Monika Weychert-Waluszko)[192]
- Woliery 10, 31.01.2014–17.02.2014[193]
- Yinka Shonibare. Prace wybrane, 17.01.2014–17.03.2014 (kuratorka: Patrycja Ryłko)[194]

### 2013
- Woliery 9, 13.12.2013–05.01.2014[195]
- Piotr Skiba. Vulgar Display of Power, 21.11.2013–05.01.2014 (kurator: Piotr Stasiowski)[196]
- Eva Kotátková. Fazy snu, 08.11.2013–20.01.2014 (kurator: Piotr Stasiowski)[197]
- Jiří Kovanda. Jeszcze tu nie byłem, 08.11.2013–20.12.2013 (kurator: Adam Dominik)[198]
- TIFF Festival // Real Fake Photography, 18.10.2013–04.11.2013 (kurator: Maciej Bujko)[199]
- Szczepin odczarowany. Wystawa interaktywna Patrycji Mastej, 11.10.2013–31.12.2013 (kuratorka: Magdalena Skowrońska)[200]
- Gestykulacja. AvantArt Festival, 07.10.2013–13.10.2013 (kuratorzy: Stach Szabłowski, Katya Shadkovska)[201]
- Iza Moczarna-Pasiek. Kobiecość. Próba re-definicji, 27.09.2013–18.10.2013 (kurator: Bartek Lis)[202]
- Dzień jest za krótki, 13.09.2013–21.10.2013 (kuratorka: Magdalena Ujma)[203]
- Czuj się jak u siebie, 07.09.2013–30.09.2013 (kuratorka: Zofia Reznik)[204]
- Sztuka w zmieniającym się świecie. Puławy 1966, 20.06.2013–23.09.2013 (kuratorka: Anna Leśniewska)[205]
- Mobilny kontener designu, 12.06.2013–24.06.2013[206]
- Stowarzyszenie HANDICAP. Malarstwo, ceramika, tkanina, 29.05.2013–10.06.2013[207]
- Szczepin w lukrze Luxusu. Wystawa interaktywna Patrycji Mastej, 10.05.2013–09.10.2013 (kuratorka: Magdalena Skowrońska)[208]
- Magazyn LUXUS, 10.05.2013–02.09.2013 (kuratorzy: Anna Mituś, Piotr Stasiowski)[209]
- Sonia Rolak. Wszystkie rewolucje nie były przewidziane, 12.04.2013–27.05.2013 (kurator: Bartek Lis)[210]
- Woliery 8, 22.03.2013–22.04.2013[211]
- Anna Płotnicka. Pustostany, 01.03.2013–29.03.2013[212]
- Zorka Wollny – Ofelie. Ikonografia Szaleństwa, 09.02.2013 (kurator: Piotr Stasiowski)[213]
- Witold Lipiński. Miękkie lądowanie, 22.02.2013–22.04.2013 (kurator: Łukasz Wojciechowski)[214]
- Woliery 7, 18.01.2013–11.02.2013[215]
- Paweł Althamer. Polietylen. W ciemności, 15.02.2013–15.04.2013 (kuratorka: Dorota Monkiewicz)[216]

### 2012
- Woliery 6, 13.12.2012–07.01.2013[217]
- Karol Radziszewski. America is not Ready for This, 30.11.2012–04.02.2013 (kurator: Piotr Stasiowski)[218]
- Gdzie jest PERMAFO?, 30.11.2012–04.02.2013 (kuratorka: Anna Markowska)[219]
- Inspiracja 2.0, 16.11.2012–03.12.2012 (kuratorzy: Ola Buczkowska-Przeździk, Paweł Fabjański)[220]
- outside in inside out. Silesia Art Biennale, 9.11.2012–30.11.2012 (kuratorka: Agnieszka Chodysz)[221]
- Delikatne dobra, 26.10.2012–12.11.2012 (kuratorzy: Tomáš Pospěch, Vladimír Birgus)[222]
- Warstwy. Wystawa interaktywna, 12.10.2012–31.12.2012[223]
- Najlepsze wystawy, które nie miały miejsca, 04.10.2012–05.11.2012 (kuratorka: Beata Wilczek)[224]
- Kształt teraźniejszości. 65 lat ZPAF 1947–2012, 01.09.2012–27.09.2012 (kurator: Andrzej Dudek-Dürer)[225]
- Pełnia sztuczna. Wystawa kolekcji Dolnośląskiego Towarzystwa Zachęty Sztuk Pięknych, 27.07.2012–12.11.2012 (kurator: Piotr Stasiowski)[226]
- Devebere. Air. Garbage. People, 28.06.2012–26.08.2012 (kurator: Bartek Lis)[227]
- I Have a Dream, 29.06.2012–27.08.2012 (kuratorka: Agnieszka Rayzacher)[228]
- Gregor Różański. Deep Chrome MSG, 22.06.2012–08.07.2012 (kurator: Romuald Demidenko)[229]
- Sny pustyni. Malarstwo kropkowe Aborygenów, 15.06.2012–08.07.2012 (kurator: Robert Dul)[230]
- Uczniowski design, 01.06.2012–18.06.2012 (kuratorzy: Dorota Feliks, Katarzyna Zawadzka, Małgorzata Malarska, Krzysztof Szczepański)[231]
- KRYZYS. Każdy ma taki na jaki zasługuje, 19.05.2012–28.05.2012 (kuratorki: Aleksandra Wałaszek, Weronika Kołodziej)[232]
- Dialog przestrzeni. Wystawa interaktywna, 19.05.2012–01.07.2012[233]
- Bez(do)mnie, 11.05.2012–28.05.2012[234]
- Only a Game?, 28.04–02.07.2012 (kurator: Oliver Guilbaud)[235]
- Woliery 5, 21.04.2012–15.05.2012[236]
- Woliery 4, 14.04.2012–09.05.2012[237]
- Jadwiga Grabowska-Hawrylak. Ponad dachami Wrocławia, 14.04.2012–18.06.2012 (kurator: Łukasz Wojciechowski)[238]
- Piotr Bosacki – Czwarty Zwój, 13.04.2012 (kurator: Krzysztof Dobrowolski)[239]
- Dolnośląskie Stowarzyszenie Artystów Fotografików i Twórców Audiowizualnych. Fotografie nagrodzone 1945-2012, 23.03.2012–09.04.2012[240]
- Nowe szczyty – kartografia przyszłej struktury wszechogarniającej #1, 13.02.12 (kuratorka: Alicja Grabarczyk)[241]
- Woliery 3, 10.03.2012–02.04.2012[242]
- Woliery 2, 23.02.2012–16.03.2012[243]
- Mit i melancholia, 17.02.2012–09.04.2012 (kuratorka: Jolanta Ciesielska)[244]
- Bunkry. Mistyczne, barbarzyńskie, znudzone, 27.01.2012–26.03.2012 (kuratorka: Iwona Bigos)[245]
- Woliery 1, 21.01.2012–05.03.2012[246]
- Budowanie światów. Wystawa interaktywna, 20.01.2012–23.04.2012 (kuratorka: Patrycja Mastej)[247]

### 2011
- Sztuka w przejściu, 18.12.2011–09.01.2012 (kuratorka: Patrycja Mastej)[248]
- WroConcret. Wrocławski tekst wizualny 1967+, 16.12.2011–06.02.2012 (kuratorka: Małgorzata Dawidek Gryglicka)[249]
- Fairy Tale Element. Wystawa w ramach TIFF Festival, 09.12.2011–13.01.2012 (kuratorzy: Maciej Bujko, Maciej Nowaczyk, Anna Orłowska)[250]
- Maks Cieślak. Sztuka to zakazanego owocu marmelada, 18.11.2011–16.01.2012 (kuratorka: Dorota Monkiewicz)[251]
- Własną miarą II. Wystawa w ramach TIFF Festival, 10.11.2011–05.12.2011 (kuratorzy: Andrzej P. Florkowski, Piotr Wołyński)[252]
- À propos. Małgorzata Dawidek-Gryglicka – Składaki, 29.10.2011-01.12.2011[253]
- Tytuł nieznany. Wystawa w ramach TIFF Festival, 15.10.2011–06.11.2011 (kuratorzy: Maciej Bujko, Maciej Kruczek, Paulina Ograbisz)[254]

- Zbigniew Gostomski. Zaczyna się we Wrocławiu, 02.09.2011–01.12.2011 (kurator: Lech Stangret)[255]